# János Vas
János Vas (ungarisch Vas János; * 29. Januar 1984 in Dunaújváros) ist ein ehemaliger ungarischer Eishockeyspieler, der zuletzt bis 2023 beim DVTK Jegesmedvék in der Ersten Liga spielte. Ab 2023 ist er Trainer der U21-Mannschaft des DVTK Jegesmedvék. Sein älterer Bruder Márton war ebenfalls professioneller Eishockeyspieler.

## Karriere
János Vas begann seine Karriere als Eishockeyspieler in seiner Heimatstadt bei Dunaferr SE Dunaújváros, für den er in der Saison 1999/2000 sein Debüt in der Ungarischen Eishockeyliga gab. Gleich in seinem Rookiejahr gewann der Angreifer mit seiner Mannschaft das Double aus Meisterschaft und Pokal. Anschließend wechselte er in den Nachwuchsbereich des schwedischen Erstligisten Malmö Redhawks, für die er von 2002 bis 2004 auch in 20 Spielen der Elitserien zum Einsatz kam. In dieser Zeit wurde er im NHL Entry Draft 2002 in der zweiten Runde als insgesamt 32. Spieler von den Dallas Stars ausgewählt. Während seiner Zeit in Malmö spielte er zudem als Leihspieler für IF Troja-Ljungby in der HockeyAllsvenskan, der zweiten schwedischen Spielklasse, sowie den Drittligisten IK Pantern. Zur Saison 2004/05 schloss er sich dem schwedischen Zweitligisten Halmstad Hammers an.
Zwar spielte der Ungar von 2005 bis 2008 für Dallas’ Farmteams, die Iowa Stars aus der American Hockey League und die Idaho Steelheads aus der ECHL, allerdings wurde er nie von Dallas in der National Hockey League eingesetzt. Nach drei Jahren in Nordamerika kehrte Vas zur Saison 2008/09 nach Europa zurück, wo er einen Vertrag bei Brynäs IF aus der schwedischen Elitserien erhielt. Die Saison 2009/10 verbrachte er in seiner Heimat bei Alba Volán Székesfehérvár, für das er in der Österreichischen Eishockey-Liga auflief, während er in den Playoffs für Alba Volán in der ungarischen Liga auflief und mit seiner Mannschaft den Meistertitel gewann. In der Saison 2010/11 spielte der Ungarn für den schwedischen Zweitligisten Tingsryds AIF. Zur Saison 2011/12 kehrte er zu seinem Ex-Verein IF Troja-Ljungby aus der HockeyAllsvenskan zurück. Anschließend wechselte er zu den Ducs de Dijon aus der französischen Ligue Magnus. 2013 wechselte er ligaintern zu den Dragons de Rouen, mit denen er den Ligapokal gewinnen konnte. Aber auch dort blieb er nur eine Spielzeit, denn er wechselte bereits im Sommer 2014 nach Tschechien, wo er beim HC Slavia Prag in der Extraliga auf dem Eis stand. Mit dem Hauptstadtklub musste er 2015 den Abstieg hinnehmen und spielte fortan in der zweitklassigen 1. Liga. Zwar konnte die Mannschaft 2016 umgehend die Qualifikationsrunde für die Extraliga erreichen, scheiterte dort aber an den bisherigen Extraligisten HC Vera Litvínov und HC Energie Karlovy Vary. 2016 kehrte er nach Ungarn zurück, wo er erneut für Alba Volán Székesfehérvár in der Österreichischen Eishockey-Liga auflief. Ab 2017 stand er beim DVTK Jegesmedvék unter Vertrag. Nach einem Jahr in der multinationalen MOL Liga spielte er mit dem Klub bis 2021 in der slowakischen Extraliga. Dabei gewann er 2019, 2020 und 2021 die meisten Bullys der Extraliga und erreichte mit 63,9 % 2020 auch die höchste Erfolgsquote beim Bully. 2021 kehrte er nach Frankreich zurück und spielte für den Chamonix Hockey Club in der Ligue Magnus. Bereits im Dezember des gleichen Jahres ging er zum HC Prešov in die Slowakei, wo er die Saison beendete. Anschließend ließ er beim DVTK Jegesmedvék, der in die ehemalige MOL Liga (heute Erste Liga) zurückgekehrt war, seine Karriere ausklingen.

### International
Für Ungarn nahm Vas im Juniorenbereich an der U18-Junioren-Weltmeisterschaft der Europa-Division I 2000 sowie den U20-Junioren-Weltmeisterschaften der Division II 2002 und 2003 und der Division I 2004 teil.
Im Seniorenbereich stand er im Aufgebot seines Landes bei den Weltmeisterschaften der Division I 2001, 2002, 2005, 2008, 2010, 2011, 2012, 2013, 2014, 2015, 2017, als er mit 78,3 % die beste Bullyquote des Turniers aufwies, 2018, 2019 und 2022 sowie bei den Weltmeisterschaften 2009 und 2016 in der Top-Division. Zudem nahm er mit den Magyaren an den Qualifikationsturnieren für die Olympischen Winterspiele 2006, 2010, 2014, 2018 und 2022 teil, konnte sich dabei jedoch nie für das Endturnier qualifizieren.

### Trainerkarriere
Nach dem Ende seiner aktiven Laufbahn übernahm er 2023 die U21-Mannschaft des DVTK Jegesmedvék als Cheftrainer.

## Erfolge und Auszeichnungen
- 2000 Ungarischer Meister mit Dunaferr SE Dunaújváros
- 2000 Ungarischer Pokalsieger mit Dunaferr SE Dunaújváros
- 2010 Ungarischer Meister mit Alba Volán Székesfehérvár
- 2014 Französischer Ligapokalsieger mit den Dragons de Rouen

### International
- 2003 Aufstieg in die Division I bei der U20-Junioren-Weltmeisterschaft der Division II, Gruppe B
- 2008 Aufstieg in die Top-Division bei der Weltmeisterschaft der Division I, Gruppe B
- 2015 Aufstieg in die Top-Division bei der Weltmeisterschaft der Division I, Gruppe A
- 2022 Aufstieg in die Top-Division bei der Weltmeisterschaft der Division I, Gruppe A

## Statistik
(Stand: Ende der Saison 2022/23)